# Баснинский сад (Иркутск)
«Сад Басниных», или «Баснинский сад» в Иркутске просуществовал около 45 лет, с 1834 года, когда купец Николай Баснин заложил его для личных нужд своего большого семейства. Сад располагался рядом с Тихвинской площадью (ныне площадь имени Кирова) на том месте, где сейчас размещается средняя школа № 11.
Благодаря усилиям его сына Василия Баснина и при поддержке учёного-ботаника Николая Степановича Турчанинова в 1850-х годах этот сад стал публичным объектом города Иркутска, который как ботанический сад демонстрировали гостям. Его история неожиданно закончилась, когда гигантский пожар уничтожил большую центральную часть Иркутска в 1879 году. Огонь спалил все оранжереи и безвозвратно погубил самую крупную в Восточной Сибири коллекцию экзотических растений. От сада ничего не осталось.
Вернуться к идее возрождения ботанического сада иркутянам удалось в 1940 году, и совсем в другом месте, когда был создан Ботанический сад Иркутского государственного университета.

## Исторический обзор
Василий Баснин, заслуживший репутацию «совершенного купца» (Полунина, 1996), при формировании своего сада руководствовался советами ботаника Н. С. Турчанинова, который специально приехал в Иркутск, чтобы заниматься здесь ботаническими исследованиями по совету садовода и ботаника Ф. Б. Фишера.
Ещё в 1921 году Ф. Б. Фишер, директор Императорского ботанического сада в С.-Петербурге, опубликовал в Земледельческом журнале «Проект образования экономическо-ботанического сада в Сибири», где писал:

«…В Сибири ощутителен недостаток во всех хороших плодовитых деревьях, да и самые плоды в сей стране, не приводятся в лучшее состояние, которое бы можно было им доставить хорошим садоводством. Климат во многих местах Сибири совершенно не так суров, как, по предубеждению, вообще о нём думают; и вот почему там настоит нужда в хорошо устроенном садовом заведении, в котором бы растения для сей страны драгоценные могли быть воспитываемы и приспособляемы к климату… Вот мои план по сему предмету. План, коему должно следовать при разведении в Сибири Экономико-ботанического сада, очень мало различествует от плана подобных заведений во всякой другой стране. Должно предположить себе две цели. Во-первых, чтоб разводить все растения, приспособлять к климату и раздавать все растения, которыя, в каком-нибудь отношении, могут быть полезными для Сибири. Во-вторых, чтоб возделывать растения свойственные стране сей с тем, дабы после рассылать оные во все европейские сады, из коих, посредством обмена, постоянно заведенного, можно было бы получать новые произведения… Положение Иркутска, его климат менее суровый, и разнообразные местоположения доставляют саду особенные удобности. Главного садовника можно выписать из чужих краев… а ему… придаются два помощника, люди с познаниями искусные, которые обязаны попеременно делать путешествия по Сибири, для собирания растений в пользу и приумножение сада».— Гапоненко, Асеева, 1996
Именно на это место руководителя Экономико-ботанического сада сада в Иркутск Ф. Б. Фишер прочил Николая Степановича Турчанинова. Например, в архиве РАН под рубрикой «Н. С. Турчанинов» значится: 

«Любитель науки, предполагавший получить место директора ботанического сада в Иркутске, который там собирались открыть…»— Асеева, Суркова, 2003
В Иркутске Турчанинов, всё свободное от службы время отдавал флористическим путешествиям. В течение многих лет Турчанинов экскурсировал в окрестностях г. Иркутска и южного побережья озера Байкал, исследовал флору Предбайкалья и Забайкалья, собирал гербарий и семена (Камелин, Сытин, 1997). Он сдружился с молодым любознательным купцом В. Н. Басниным и стал помогать ему в обустройстве частного сада, который со временем фактически преобразовался в публичный ботанический сад с красочными оранжереями свободно доступными для всех желающих (Сельский, 1857).
Под влиянием Н. С. Турчанинова, у Василия Николаевича установилась многолетняя переписка с Ф. Б. Фишером, с которым оба, Турчанинов и Баснин, обменивались семенами и гербарием сибирских растений, получая, в свою очередь, из Императорского ботанического сада семена экзотических растений для выращивания в Иркутске.
Уважение известного ученого-ботаника Н. С. Турчанинова к личности В. Н. Баснина было столь велико, что одно из новых водных растений, найденных Василием Николаевичем, Турчанинов описал в своих научных трудах в 1842 году. Он дал этой замечательной водной лилии название «Нимфея басниниана», или Нимфея Баснина (Nymphea basniniana Turcz.). Тем самым, имя Баснина оказалось увековечено в названии прекрасного растения, которым сибиряки и туристы могут и сейчас любоваться на многих водоемах региона, в том числе рядом с озером Байкал. Под этим названием растение также вошло во все мировые ботанические справочники и ботанические базы данных [Черепанов, 1995; Index Kewensis, 1886—2007]. В настоящее время это красивое растение чаще упоминается как Кувшинка чисто-белая, Nymphea candida J. et C. Presl, поскольку чешский учёный Карел Борживой Пресль оказался первым, кто описал этот вид в Богемии за два десятилетия до Турчанинова в 1822 году [Presl, 1830]. Сейчас эта водная лилия отнесена к редким растениям, включена в списки Красных Книг СССР (1978), РСФСР (1988), Красной книги России  (2009), Иркутской области (2001, 2010), Бурятии (2002) и Монголии.